# 童槐
童槐（1773年—1857年）。字晋三，一字树眉，号萼君，浙江鄞县（今宁波）人，清朝政治人物。

## 生平
嘉庆十年（1805年）进士，殿试三甲。嘉庆二十四年（1819年），出任山东按察使，后任江西按察使，终通政司副使。工诗，擅长书法，熟悉清朝典章历史，晚年研究故乡四明（今宁波地区）地方方志文献。晚年在月湖（今位于宁波市区）月湖北岸偃月堤边建有银台第。

## 家族
童槐是“银台第童氏”始祖。童槐有子6人，其中童华为次子。童华早慧，20岁即考中进士（二甲），选翰林院庶吉士，入值南书房行走26年，教授嘉庆帝第五子惠亲王绵愉和光绪帝，终礼部侍郎。童槐第4子童章，出孙童祥熊。童祥熊光绪九年中进士，授翰林院编修，先后任安徽道台，山东劝业道道台，童家始迁居安徽。童祥熊孙童书业，近代国学大师。

## 著作
- 《今白华堂集》
- 《补雅》
- 《过庭笔记》
- 《从政》
- 《眉叟》

## 遗物遗迹
- 《张业南致童槐尺牍》一通
- 《先总宪公日记》，子童华著[2]
- 银台第官宅博物馆，今位于浙江宁波。因童槐曾先后任按察使和通政使，而按察使有别称“臬台”，通政司有别称“银台”，故童家宅第有“臬台第”和“银台第”之称。[1]